# C.O.P.S. - Squadra anticrimine
C.O.P.S. - Squadra anticrimine (C.O.P.S.) è una serie televisiva a disegni animati prodotta da Hasbro, DiC Entertainment e Paramount Television. In Italia è stata trasmessa in prima TV su Italia 1 nel 1992.

## Trama
Anno 2020. Per difendere meglio la città, è stata formata la squadra anticrimine C.O.P.S. (Community Oriented Policing Services), addestrata per combattere il crimine con armi tecnologicamente avanzate. Ogni componente della squadra rappresenta una versione futuristica di un corpo di polizia statunitense realmente esistente.

## Episodi
- 1. The Case of the Stuck-Up Blimp
- 2. Il caso del circo criminale (The Case of the Crime Circus)
- 3. The Case of the Baffling Bugman
- 4. Il caso della grande sorpresa di Berserkoa (The Case of Berserkoa's Big Surprise)
- 5. The Case of the Bogus Justice Machines
- 6. The Case of the Prison Break-In
- 7. The Case of the Pardner In Crime
- 8. Il caso di C.O.P.S. File #1 1ª parte (The Case of C.O.P.S. File #1 p. 1)
- 9. Il caso di C.O.P.S. File #1 2ª parte (The Case of C.O.P.S. File #1 p. 2)
- 10. The Case of the Blur Bandits
- 11. The Case of the Bulletproof Waldo
- 12. The Case of the Blitz Attack
- 13. The Case of the Baby Badguy
- 14. The Case of the Thieving Robots
- 15. The Case of the Highway Robbery
- 16. The Case of the Crime Convention
- 17. The Case of the Crook With 1000 Faces
- 18. The Case of the Super Shakedown
- 19. The Case of the Criminal Mall
- 20. The Case of the Big Bad Boxoids
- 21. The Case of the Half-Pint Hero
- 22. The Case of the Brilliant Berserko
- 23. The Case of the Big Frame-Up
- 24. The Case of the Sinister Spa
- 25. The Case of the Cool Caveman
- 26. The Case of the Wayward Whiz Kid
- 27. The Case of the Stashed Cash
- 28. The Big Bossa's Master Plan p. 1
- 29. The Big Bossa's Master Plan p. 2
- 30. Il caso dei giochi criminali (The Case of the Criminal Games)
- 31. Il caso dei pirati ghiacciati (The Case of the Iceberg Pirates)
- 32. The Case of the Giveaway Gold
- 33. Il caso del grande piccolo Uomo Verde (The Case of the Big Little Green Men)
- 34. The Case of the Crook With a Conscience
- 35. Il caso del romanzo di Macea (The Case of Macea's Romance)
- 36. The Case of the Crime Nobody Heard
- 37. The Case of the Bogus Bride
- 38. The Case of the Visiting Mother
- 39. The Case of the Ghost Crooks
- 40. The Case of the Lying Lie Detector
- 41. The Case of the Disappearing Dough
- 42. The Case of Mukluka's Luck
- 43. The Case of the Baby Badguya's Return
- 44. Il caso di Rock e Roll Robbers (The Case of the Rock and Roll Robbers)
- 45. The Case of the Boy Who Cried Sea Monster
- 46. The Case of the Runaway Buzzbomb
- 47. The Case of the Missing Masterpiece
- 48. The Case of the Lesser of Two Weevils
- 49. The Case of the Big Bossas Bye-Bye
- 50. The Case of the Iron C.O.P. and Wooden Crooks
- 51. The Case of the Midas Touch
- 52. The Case of the Ready Room Mutiny
- 53. The Case of the High Iron Hoods
- 54. The Case of the Kangaroo Caper
- 55. The Case of the Missing Memory
- 56. The Case of the Lowest Crime
- 57. The Case of the Crooked Contest
- 58. The Case of the Ransomed Rascal
- 59. The Case of the Spotless Kingpin
- 60. The Case of the Lawless Lady
- 61. Il caso del boss perduto (The Case of the Lost Boss)
- 62. The Case of the Bad Luck Burglar
- 63. The Case of the Big Boss's Big Switch
- 64. The Case of the Red-Hot Hoodlum
- 65. Il caso del crimine invisibile (The Case of the Invisible Crime)

## Sigla
La sigla del cartone, C.O.P.S. - Squadra anticrimine, scritta da Alessandra Valeri Manera e composta da Carmelo Carucci, è cantata da Cristina D'Avena con la partecipazione del Coro dei Piccoli Cantori di Milano.